# Peperomia rhexiifolia
Peperomia rhexiifolia là một loài thực vật có hoa trong họ Hồ tiêu. Loài này được Moritzi ex C.DC. miêu tả khoa học đầu tiên năm 1869.